# NGC 3241
NGC 3241 is een balkspiraalstelsel in het sterrenbeeld Luchtpomp. Het hemelobject werd op 16 februari 1836 ontdekt door de Engelse astronoom John Herschel.

## Synoniemen
- ESO 436-16
- MCG -5-25-2
- IRAS10220-3213
- PGC 30498